# Pułtuski
Pułtuski là một huyện thuộc tỉnh Mazowieckie của Ba Lan. Huyện có diện tích 827 km². Đến ngày 1 tháng 1 năm 2011, dân số của huyện là 50946 người và mật độ 62 người/km².